# Matthias Bohnet
Matthias Bohnet (* 20. Juli 1933 in Berlin; † 11. Oktober 2022 in Braunschweig) war ein deutscher Verfahrenstechniker.

## Leben
Matthias Bohnet absolvierte sein Diplomstudiengang von 1954 bis 1959 an der Technischen Hochschule Karlsruhe und wurde 1964 mit der Arbeit Experimentelle und theoretische Untersuchungen über das Absetzen, das Aufwirbeln und den Transport feiner Staubteilchen in pneumatischen Förderleitungen auf dem Gebiet der Mehrphasenströmungen an der Universität Karlsruhe promoviert. Im Anschluss arbeitete er bis 1973 für die Forschungs- und Entwicklungsabteilung der BASF AG in Leverkusen und New York.
Ab 1973 war Bohnet Professor und Direktor des ehemaligen Instituts für Verfahrens- und Kerntechnik, dem heutigen Institut für Chemische und Thermische Verfahrenstechnik (ICTV) der Technischen Universität Braunschweig. Am 30. September 2001 wurde er emeritiert. In seiner Rolle als Institutsdirektor wurde er somit Mitbegründer der Verfahrenstechnik an der TU Braunschweig. Von 1976 bis 1978 war er Dekan des Fachbereichs Maschinenbau, von 1979 bis 1983 Mitglied des Senats. Von 1983 bis 1985 übernahm er den Vorsitz der Fakultät für Maschinenbau und Elektrotechnik und von 1992 bis 1999 wurde er zum Vorsitzenden des Konzils gewählt. Von 1983 bis 1989 war er außerdem Mitglied des Senats und des Hauptausschusses der Deutschen Forschungsgemeinschaft (DFG). Weiterhin war er von 1989 bis 1994 Vorsitzender der VDI-Gesellschaft Verfahrenstechnik und Chemieingenieurwesen.
Im Rahmen seiner Forschungstätigkeiten veröffentlichte Bohnet über 250 Beiträge in Büchern und Zeitschriften. Seine Forschungsschwerpunkte waren Mehrphasenströmungen sowie Wärme- und Stoffübertragung. Seit 1984 war er ordentliches Mitglied der Klasse für Ingenieurwissenschaften in der Braunschweigischen Wissenschaftlichen Gesellschaft. Bohnet wurde 1995 mit dem Bundesverdienstkreuz ausgezeichnet. Im Jahr 2003 erhielt er die DECHEMA-Medaille, die von der Gesellschaft für Chemische Technik und Biotechnologie e. V. vergeben wird.

## Schriften (Auswahl)
- Matthias Bohnet (Hrsg.): Mechanische Verfahrenstechnik. Wiley-VCH, Weinheim 2004, ISBN 3-527-31099-1.
- Matthias Bohnet (Hrsg.): Ullmann's encyclopedia of industrial chemistry. Wiley-VCH, Weinheim 2003, ISBN 3-527-30673-0 (englisch).
- Siegfried Bachmann, Matthias Bohnet und Klaus Lompe (Hrsg.): Industriegesellschaft im Wandel. Chancen und Risiken heutiger Modernisierungsprozesse. Olms Weidmann, Hildesheim, Zürich, New York 1988, ISBN 3-487-09092-9.
- Fouling of heat transfer surfaces. In: Chemical Engineering & Technology. Band 10, Nr. 1, 1987, S. 113–125, doi:10.1002/ceat.270100115 (englisch).
- Trennen nicht mischbarer Flüssigkeiten. In: Chemie Ingenieur Technik. Band 48, Nr. 3, 1976, S. 177–189, doi:10.1002/cite.330480303.